# Alan Ryder
Alan Frederick Charles Ryder (1928-2008), va ser un reconegut hispanista britànic professor de la School of History de la Universitat de Bristol. Autor de referència al Regne Unit sobre la Corona d'Aragó a la segona meitat del segle XV tot i no prodigar-se gaire per les nostres terres.
Arribà al tema català via l'estudi de la península italiana del segle xv, amb la publicació l'any 1976 del seu llibre sobre el Regne de Nàpols en l'època d'Alfons el Magnànim, punt de partida de la seva especialització. Aportà un punt de vista diferent al dels historiadors catalans.
Ryder, al contrari que Vicens Vives i altres especialistes del tema, valorà la guerra civil (1462-1472) en el context del conflicte agrari (Remences) però no el considera depenent o derivat d'aquest. La guerra era l'esclat d'una topada sobre el model polític de Catalunya i per extensió de tota la Corona d'Aragó, entre el rei Joan II, Remences, La Busca i altres regnes de la Corona contra la Diputació del General (Generalitat), el Consell del Principat i l'estament de l'oligarquia comercial de Barcelona. D'alguna manera, el Rei contra els representants de "la terra" (o viceversa).

## Obra
- Ryder, Alan. Benin and the Europeans, 1485-1897.  Humanities Press, 1969.
- Ryder, Alan. The Kingdom of Naples Under Alfonso the Magnanimous: The Making of a Modern State.  Clarendon Press, 1976.
- Ryder, Alan. Alfonso the Magnanimous: King of Aragon, Naples, and Sicily, 1396-1458.  Clarendon Press, 1990.
- Ryder, Alan. The Wreck of Catalonia. Civil war in the fifteenth century.  Oxford University Press, 2007.

El 2021 l'editorial Sidillà va fer traduir al català i publicar "The wreck of Catalonia" amb el títol "El naufragi de Catalunya", el primer llibre seu traduït al català.